# Niva (kaas)
Niva is een Tsjechische blauwschimmelkaas. Het is een kaas gemaakt van koeienmelk en is een imitatie van de Franse schapenkaas Roquefort.

## Naam
In de eerste helft van de 20e eeuw werd Roquefort een beschermde naam. De Tsjechische imitatiekaas die tot dan toe rokfór werd genoemd moest daarna een nieuwe naam krijgen. Een technoloog van de zuivelfabriek in Český Krumlov was bezig met onderzoek naar welke kaas het beste in de zuivelfabriek gemaakt kon worden. Toen hij vaststelde dat deze kaas het meest geschikt was, stelde hij de naam niva voor, omdat de blauwgroene kleur van de kaas hem deed denken aan vruchtbare weiden. Niva is per toeval ook de naam van een plaats in Tsjechië die naast een zuivelfabriek ligt waar traditioneel de kaas gemaakt wordt.